# Microsoft Safety Scanner
Microsoft Safety Scanner este un scaner gratuit pentru eliminarea virușilor similar Windows Malicious Software Removal Tool⁠(d), care poate fi utilizat pentru a scana un sistem pentru viruși și alte forme de malware. A fost lansat pe 15 aprilie 2011, ca urmare a întreruperii Windows Live OneCare Safety Scanner.
Nu este menit să fie folosit ca instrument de zi cu zi, deoarece nu oferă protecție în timp real împotriva virușilor, nu își poate actualiza definițiile de viruși și expiră după zece zile. Cu toate acestea, poate fi rulat pe un computer care are deja un produs antivirus fără nicio interferență potențială și, prin urmare, poate fi folosit pentru a scana un computer potențial infectat. Utilizează același motor de detectare și definiții de malware ca și Microsoft Security Essentials și Microsoft Forefront Endpoint Protection⁠(d). 

## Restricție de licență
La data de 24 iulie 2011 , parte a acordului de licență pentru utilizator al Microsoft Safety Scanner, care restricționează utilizarea spune:
1. DREPTURILE DE INSTALARE SI UTILIZARE. Puteți instala și utiliza o copie a software-ului pe dispozitivul dvs. pentru a vă proiecta, dezvolta și testa programele.